# Will You Be There
„Will You Be There“ (Budeš tady) je píseň německé skupiny Celebrate The Nun z alba Meanwhile z roku 1990. Jako singl vyšla píseň v roce 1989. Singl vyšel v několika verzích u různých labelů.

## Seznam skladeb (Enigma Records)
1. Will You Be There (Celebrate The Nun Mix) - (7:27)
2. Will You Be There (Devilish Dub) - (4:59)
3. Will You Be There (7" Mix) - (3:34)
4. Will You Be There (A cappella) - (0:35)
5. Will You Be There (French Floor Mix) - (6:07)
6. Will You Be There (French Floor Dub) - (3:39)
7. Will You Be There (12" Version) - (5:30)

## Seznam skladeb (EMI Electrola)
1. Will You Be There - (5:30)
2. Unattainable Love - (4:36)
3. Will You Be There - („A cappella“ Bonus) (0:35)
4. Will You Be There (Frenchfloor Mix) - (6:07)
5. Will You Be There (Frenchfloor Dub) - (3:39)
6. Will You Be There (7 Inch Version) - (3:34)

## Seznam skladeb (Parlophone Records)
1. Will You Be There - (3:30)
2. Unattainable Love - (3:32)
3. Will You Be There (French Floor Mix) - (6:07)
4. Will You Be There - (5:28)
5. Unattainable Love - (3:33)

## Seznam skladeb (EMI Electrola) -1990
1. Will You Be There (Club Version / U.S. Remix) - (7:27)
2. Will You Be There (Dub Version) - (4:59)
3. Will You Be There (Radio Version) - (4:00)